# Ege Üniversitesi
Die Ege Üniversitesi (deutsch Ägäis-Universität oder Ege Universität) ist eine staatliche türkische Universität mit 56.404 Studenten (akademisches Jahr 2022/23) in der westtürkischen Hafenstadt Izmir und eine der führenden staatlichen Universitäten in der Türkei.
Die Ägäis-Universität wurde 1955 gegründet und unterhält 19 Fakultäten, darunter
- Agrarwissenschaften
- Bildende Kunst, Design und Architektur
- Fischerei
- Gesundheitswissenschaften
- Ingenieurwissenschaften
- Kommunikationswissenschaften
- Krankenpflege
- Literatur
- Medizin
- Naturwissenschaften
- Pädagogik
- Pharmazie
- Sport
- Volkswirtschaft
- Zahnmedizin

sowie 9 Institute, 3 Graduiertenschulen, 1 staatliches Konservatorium für türkische Musik, 10 Berufsschulen und 40 Forschungszentren.